# Certyfikowanie kwalifikacji
Certyfikowanie kwalifikacji (ang. professional certification) – proces, w wyniku którego osoba ubiegająca się o nadanie określonej kwalifikacji, po uzyskaniu pozytywnego wyniku walidacji, otrzymuje od uprawnionego podmiotu certyfikującego dokument potwierdzający nadanie określonej kwalifikacji. Pojęcie stosowane jest w Polskiej Ramie Kwalifikacji...
W przypadku niektórych kwalifikacji na certyfikowanie składa się kilka prostych czynności, sprowadzających się do przygotowania właściwej dokumentacji i wydania formalnego dokumentu (dyplomu, świadectwa, certyfikatu). W przypadku innych kwalifikacji certyfikowanie może być procesem bardziej złożonym, w którym następuje rozbudowana weryfikacja dokumentacji, niekiedy z udziałem instytucji zewnętrznej w stosunku do podmiotu certyfikującego.

## Opis
Certyfikat zawodowy (także: uprawnienia zawodowe, licencja zawodowa, w wersji skróconej certyfikat, licencja, uprawnienia) są wystawiane zwykle przez organizacje skupiające specjalistów z danej dziedziny. 
Certyfikacja jest bardzo częsta w lotnictwie, budownictwie, technologii oraz w innych dziedzinach związanych z przemysłem, a także choćby w opiece zdrowotnej czy w informatyce i finansach.
Niektóre z certyfikatów uprawniają do używania dodatkowych tytułów czy też skrótów tychże tytułów, mających za zadanie uhonorować posiadacza owych uprawnień. W większości przypadku zawodów zaufania publicznego uprawnienia do wykonywania zawodu przyznawane są przez samorząd zawodu zaufania publicznego. 
W przypadku certyfikacji biznesowych są one przyznawane przez stowarzyszenia będące właścicielami tych certyfikacji lub firmy szkoleniowe. Przykładem są certyfikacje z zakresu zarządzania projektami przyznawane przez takie instytucje, jak PMI, IPMA, Scrum.org, Scrum Alliance, APMG, Axelos..
Zdarza się także, że certyfikat podlega obowiązkowi okresowego odnawiania (recertyfikowania) polegającemu np. na udowodnieniu procesu samoedukacji w danym okresie lub na przejściu szkolenia recertyfikującego.